# Blazer
En blazer er en jakke, der som en sportsjakke benyttes med bukser i andet stof eller farve, modsat et jakkesæt. En blazer adskiller sig fra en sportsjakke ved at være af stof uden særlige tekstur. Der findes blazere i mange forskellige farver, og visse sportsklubber og skoler har blazere med kulørte striber, der kan kaldes boating blazere. En blazer er mere formel end en sportsjakke men mindre end jakker fra jakkesæt.
Knapperne på en blazer er i en kontrastfarve til stoffet og er ofte i metal som messing eller forgyldt, der afspejler deres oprindelse som uniformsjakker i flåden og som en type jakke. Metalknapperne kan have dekorationer som ankere eller logoer fra klubber og lign. Knapperne kan også være i perlemor.
Traditionelt er blazeren dobbeltradet (to rækker knapper), men det er populært med enkeltradede blazere. En blazer har ofte sidelommer uden klap og et klublogo eller lignende broderet på brystlommen.
Blazere bruges ofte som en del af uniformer til bl.a. flykaptajner, elever på bestemte skoler, medlemmer af sportsklubber eller sportsudøvere fra et særligt hold.
En blazer kan bæres af både kvinder og mænd.